# 薄葉小羽蘚
薄葉小羽蘚（学名：Bryohaplocladium larminatii）为薄羅蘚科小羽蘚屬下的一个种。